# Magnano in Riviera
Magnano in Riviera (friuli nyelven Magnan) település Olaszországban, Friuli-Venezia Giulia régióban, Udine megyében. Lakosainak száma 2256 fő (2023. január 1.). Magnano in Riviera Cassacco, Tarcento, Artegna, Montenars és Treppo Grande községekkel határos.

## Népesség
A település népességének változása:
| Lakosok száma | 2329 | 2328 | 2256 |
|               | 2017 | 2018 | 2023 |